# Миловановићи из Ботуње
Миловановићи, пореклом Церовићи из Дробњака, су породица господар Младена Миловановића (1760-1823), председника Правитељствујушчег совјета, првог попечитеља (министра) војног, војводе и предводника Карађорђеве политичке опције.
Миловановићи су у двоструком сродству са Карађорђевићима, јер је Младен Миловановић по кћерки Јоки Ненадовић прадеда краља Петра I Карађорђевића, а братанац Младена Миловановића, војвода београдске посаде Јовица Миловановић био је од 1810. ожењен Карађорђевом кћерком Полексијом.

### Порекло
Миловановићи су пореклом Церовићи из Дробњака из Тушиње одакле су дошли у Шумадију у крагујевачку нахију, где су се населили у селу Ботуњу. Крсна слава Церовића је Ђурђевдан, а преслава Никољдан.
Према предању у Дробњацима син војводе Сима Церовића био је кнез, или војвода око 1700. Ђуро Церовић, кога су заједно са сином Вуком Церовићем убили Турци у селу Буковици. Вуков син Милован Церовић, пошто је осветио оца и деду, морао је да склони из Дробњака и населио се у Шумадији у Ботуњи на Лепеници, где му се родио син Младен Миловановић.
После смрти кнеза Ђуре и његовог сина Вука, и одласка Миловановог из Дробњака, старешинство у Тушинама прешло на породицу млађег брата војводе Сима Церовића, Новака, чији син Никола (Николица) је постао кнез. Његов син је војвода Раде Церовић, чији син поп Милутин Церовић је отац војводе, предсједника Сената и сенатора Новице Церовића, рођеног у Тушињи 1806. .

### Господар Младен Миловановић
Господар Младен Миловановић, председник Правитељствујушчег совјета, први попечитељ (министар) војни, војвода и први Карађорђев сарадник, вођа вождове политичке опције био је од 1811. друга личност по утицају у Србији. Када је крајем 1810. откривена завера против Карађорђа, у којој је учествовао и тадашњи војвода Милош Обреновић, Младен Миловановић је намеравао да га осуди на смрт. Забележено је и да је вређао Милоша јер је необријан дошао пред савет, а Милош се бранио да је у жалости за умрлим братом војводом Миланом Обреновићем.
Младен Миловановић је пре Првог српског устанка био богат трговац стоком. За време устанка постао је најбогатији војвода, власник бројних дућана, кућа и плацева у Београду, земљишних поседа, закупац скела, а за успешно угушену побуну војске у Делиграду, добио је у власништво Аду Циганлију код Београда.
Господар Младен Миловановић је од 1814. живео у Хотину у Бесарабији у Русији. У Србију се вратио 1822. године, одакле је, у намери да се склони од турских власти, пошао у Црну Гору, али је 1823. убијен на путу по налогу кнеза Милоша.
Прва жена Младена Миловановића Босиљка, са којом је имао кћерку јединицу Јованку, умрла је 1808. године. Друга жена звала се Ивана. Нису имали деце.

### Потомство Јованке Ненадовић, рођ. Миловановић
Кћерка - јединица Младена Миловановића Јованка - Јока Миловановић удала се 1810. за војводу Јеврема Ненадовића, сина војводе Јакова Ненадовића.
Јованка - Јока Ненадовић, живела је 88 година. Доживела је 1868. породичну трагедију када су јој два сина и више чланова породице осуђени на смрт због учешћа у завери против кнеза Михаила Обреновића.
Осим краљевског дома Карађорђевића, данас су потомци господар Младена Миловановића породице Ђурић и Покорни.

#### Карађорђевићи
Кћерка војводе Јеврема Ненадовића и Јоке Ненадовић, рођ. Миловановић је кнегиња Србије Персида Карађорђевић, рођ. Ненадовић, мајка краља Петра I Карађорђевића. Господар Младен Миловановић је прадеда краља Петра I Карађорђевића.
Младен Миловановић је, по унуци Персиди Карађорђевић, рођ. Ненадовић, прадеда и брата Петра I Карађорђевића, кнеза Арсена Карађорђевића, оца кнеза Павла Карађорђевића, као и њихових сестара Полексије Николајевић, Јелене Симић и Клеопатре Петронијевић.

#### Ненадовићи
Војвода Јеврем Ненадовић, син војводе Јакова Ненадовића и Јованка Ненадовић, рођ. Миловановић, кћерка - јединица Младена Миловановића имали су деветоро деце, четири сина и пет кћерки. Њихова деца су, осим Персиде Карађорђевић, коњички капетан Младен Ненадовић (1834-1868), који је добио име по деди Младену Миловановићу, потпоручник аустријске војска Сима Ненадовић (1839-1868), Атанасије Ненадовић, (1815-1867). касациони судија, Јован Ненадовић, Босиљка, која је добила име по баби по мајци, првој жени Младеновој, Анка (1820—1843), Јелена - Јелка и Маша-Машинка (1823—1898).
Коњички капетан Младен Ненадовић и потпоручник Сима Ненадовић, по оцу војводи Јеврему Ненадовићу унуци господар Јакова Ненадовића, a по мајци, господар Младена Миловановића и ујаци будућег краља Петра I Карађорђевића, осуђени су на смрт као учесници завере против кнеза Михаила 1868. године.
Син капетана Младена Ненадовића и Јелисавете - Цаје Барловац је Јаков Ненадовић (1865-1915), брат од ујака и до 1903. шеф канцеларије у Бечу будућег краља Петра Карађорђевића, а касније посланик у Цариграду. Јаков Ненадовић је био упознат са припремама за Мајски преврат 1903. Он је био једини праунук по директној мушкој линији Јакова Ненадовића.
Није имао потомства.

#### Ђурићи
Сестра Босиљка, унука Младена Миловановића, која је добила име по његовој првој жени Босиљки, умрла је „од туге“ за браћом стрељаном 1868. Босиљка је имала са Радованом Ђурићем, синовцем Јанићија Ђурића (кога савременици описују као свемоћног) Карађорђевог секретара петоро деце - синове Стевана Ђурића, среског начелника и Андрију Ђурића и кћерке Полексију удату за проф. Спиридона Станишића, чији зет је био пуковник Јован Јовановић Калча, Анку удату за Владу Стојановића, чин. и Милку удату за Милана Марковића, чин.
Има потомства од све деце осим од Андрије Ђурића.

#### Топаловићи и Покорни
Друга сестра, Анка Ненадовић била је удата за Милосава Топаловића пом. окр. начелника смедеревског, сина кнеза Петра Топаловића из Грбице из Крагујевачке нахије, великог пријатеља и пословног ортака кнез Милошевог
Син Милосава Топаловића и Анке Ненадовић, а унук Јеврема и Јованке Ненадовића и праунук Младена Миловановића је генерал Петар Топаловић (1840-1891), 1868 ађутант кнеза Михаила, начелник генералштаба (начелник штаба Врховне команде), министар грађевина 1886, министар војни 1887, носилац Ордена таковског крста са мачевима 1 и 2 реда, француског Ордена официрског крста легије части и аустријског Ордена гвоздене круне другог реда.
Деца генерала Петра Топаловића су артиљеријски пуковник Јеврем Топаловић и Анка која је са мужем генералом Љубомиром Х. Покорним (1872—1944), имала синове потпуковника Петар Покорног, ордонанса Краља Петра који је као официр гарде учествовао у пучу од 27 марта 1941 и Милана Покорног, који је био морнарички поручник до Другог светског рата.
Презиме Покорни је чешког порекла.
Има потомства.

#### Гавриловићи
Трећа сестра била је удата за Јована Гавриловића (Вуковар, 3. новембар 1796 — Београд, 29. јул 1877), државног саветника.
Нису имали деце.

#### Лукачевићи
Четврта сестра Машинка била је удата за пуковника Јована Лукачевића, начелника Главног војног штаба (начелник генералштаба) и команданта Београдског гарнизона.
Нема потомства.

### Војвода Јовица Миловановић
Јовица Миловановић, братанац Младена Миловановића, ученик Велике школе у Београду, након чега је именован за војводу београдске посаде, оженио се 1810. Полексијом Полом Карађорђевић, Карађорђевом кћерком. Имали двоје деце. Полексија је умрла 1812.
Нема потомства.
Војвода Јовица Миловановић оженио се после смрти Полексије Миловановић, други пут у Хотину у Русији, где је боравио од 1814.
Његови потомци из другог брака презивају се Јовичић.

### Јовичићи
Јовичићи су потомци војводе београдске посаде Јовице Миловановића, братанца господар Младена Миловановића, по синовима рођеним у другом браку.
Јовица Миловановић вратио се из Русије са породицом, кад и већина осталих војвода и старешина 1830. године и настанио се у Смедереву, где је и умро 1835.
Његови синови су Теофило Јовичић, официр и Милан Јовичић, правозаступник, а кћерка Јелисавета, која је била удата.

### Арсенијевићи
Лазар Арсенијевић Баталака (Буковик, 1793 - Београд, 1869), син Арсенијев, државни саветник (1842), капућехаја (српски представник) у Цариграду (1846—1847), министар просвете и правде (1848) и поново министар просвете (1852—1854), историчар био је ожењен Станом којој је тетка била Јованка Ненадовић, рођ. Миловановић. Има потомства.
Стана и Лазар Арсенијевић Баталака венчали су се у Бесарабији у Русији. У почетку Ненадовићи, породица младе нису била за овај брак и већ су уговорили венчање са једним богатим бугарским трговцем. Венчали су се тајно, на имању, спахилуку у цркви села Мамалиге, које је под закуп држао војвода Јеврем Ненадовић, Станин теча. Тако су преко Стане Арсенијевић њихова деца у сродству са млађом граном Ненадовића и Карађорђевићима. Лазар и Стана Арсенијевић имали су кћерку Јелисавету Арсенијевић која је била удата за Стојана Ђ. Спасића из Смедерева.

#### Спасићи
Јелисавета Спасић, рођ. Арсенијевић, кћерка Лазара Арсенијевића Баталаке била је удата за Стојана Ђ. Спасића сина Ђорђа Спасића, трговца из Смедерева и Јоване кћерке Новака Марковића, трговца из Ковина. Спасићи из Смедерева су породица пуковника и каваљера Татар-Јованче Спасића и Алексе Спасића, председника министарског савета (владе), ожењеног грофицом Ружом Чарнојевић, рођ. Анастасијевић, кћерком капетан Мише Анастасијевића.
Стојан и Јелисавета Спасић имали су три кћерке Милицу, Софију и Катарину. Лазар Арсенијевић Баталака сам је подизао унуке због преране смрти Јелисавете и Стојана. Оставио им је имање код Смедерева, Југово, које је поделио њима трима. Ту се и данас налазе три куће - летњиковца, породица Симоновић, Кумануди и Јовановића - коју је подигао Миливоје Јовановић.
- Милица Спасић, кћерка Јелисавете Спасић, рођ. Арсенијевић била је удата за пуковника Александра Симоновића, сина др Платона Симоновића, руског државног саветника, српског порекла.
- Софија Спасић, дворска дама, кћерка Јелисавете Спасић, рођ. Арсенијевић била је удата за пуковника Константина Бучовића.
- Катарина Спасић, кћерка Јелисавете Спасић, рођ. Арсенијевић, била је удата за пуковника Никифора Јовановића (1832—1917). Лазар Арсенијевић Баталака је сахрањен у породичној гробници Јовановића, заједно са кћерком Јелисаветом, зетом Стојаном Спасићем, унуком Катарином и њеним мужем Никифором. Гробницу је подигао (Ново гробље парцела 26/13) њихов син Миливоје (1869—1942) који је био ожењен Милицом Ђорђевић ћерком познатих београдских индустријалаца.

##### Симоновићи
Пуковник Александар Симоновић и Милица Симоновић, рођ. Спасић имали су две кћерке Јелисавету-Елу Хаџић и Олга Ристић, удата за Јована Ристића, посланика, унука Јована Ристића намесника. Обе имају потомство.

###### Хаџићи
Јелисавета - Ела Хаџић, рођ. Симоновић (1879-1966), дворска дама, била је удата за армијског генерала Стевана Хаџића(1868-1931), сина пуковника Светозара Хаџића и Милеве Хаџић рођ. Герман. Армијски генерал Стеван Хаџић и Јелисавета Ела Хаџић, рођ. Симоновић имали су кћерку Олгу (1905—1965) удату за коњичког пуковника Николу Чанића (1897—1986), чија је ћерка Мирјана Чанић-Радојловић, која се бори за реституцију имовине Ристића, Симоновића, Чанића и Радојловићa..

###### Ристићи
Олга Ристић, рођ. Симоновић била је удата за судског пуковника Милана Ристића, сина Јована Ристића краљевског и кнежевског намесника 
Имали су сина Јована и кћерку Јованку.
Син Јован Ристић, дипломата био је посланик Краљевине Југославије. После рата живео је и умро у емиграцији. Рехабилитован 2008. године.

##### Бучовићи
Софија Спасић, унука Лазара Арсенијевића Баталаке била је удата за пуковника Константина Косту Бучовића (Бучевића). Имали су кћерку Стану.

###### Жујовићи
Стана Жујовић, рођ. Бучовић, дворска дама краљице Наталије Обреновић, која је била удата за проф. др Јована Жујовића (1856—1936), министра спољних послова, академика, председника Српске академије наука, сина пуковника Младена Жујовића, државног саветника, министра војног. Нису имали деце.

### Сродство
Миловановићи су били у сродству са Карађорђевићима, Ненадовићима и др.